# Padirac
|  | Aquest article tracta sobre el municipi francès. Si cerqueu el cràter de l'asteroide (243) Ida, vegeu «Padirac (cràter)». |

Padirac (en francès Padirac) és un municipi francès situat al departament de l'Òlt i a la regió d'Occitània.

## Demografia
| 1962                                       | 1968 | 1975 | 1982 | 1990 | 1999 | 2006 |
| ------------------------------------------ | ---- | ---- | ---- | ---- | ---- | ---- |
| 130                                        | 177  | 162  | 148  | 160  | 168  | 188  |
| Des de 1962: població sense dobles comptes |      |      |      |      |      |      |

## Administració
| Període | Identitat             | Partit |
| ------- | --------------------- | ------ |
| 2001-   | Marie-Hélène Malaurie |        |